# Plerogyra sinuosa

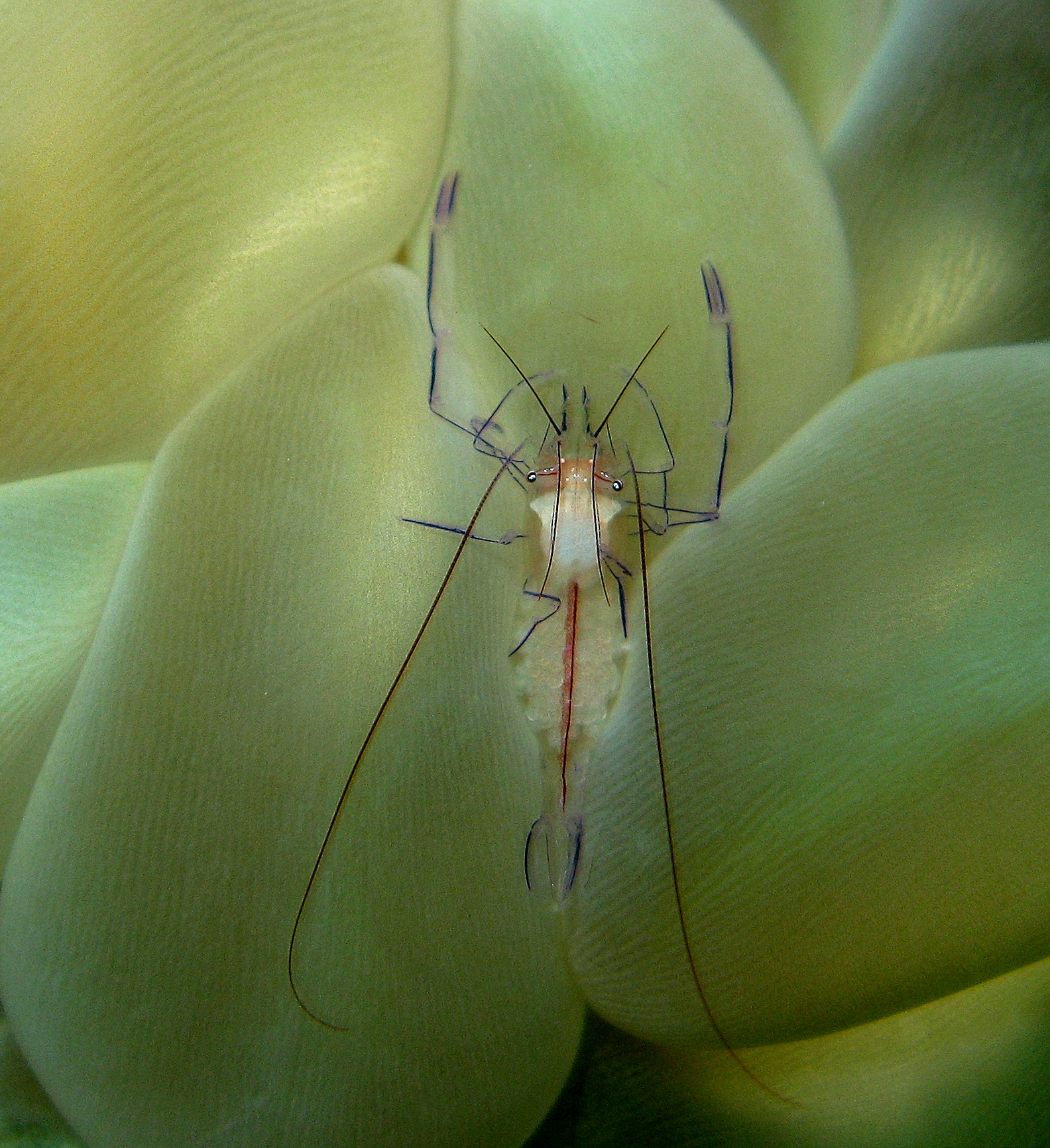
Garnaal (Vir philippinensis in blaaskoraal)

Plerogyra sinuosa of blaaskoraal is een koraalsoort met opgeblazen zeepbelvormige poliepen. Het zijn solitaire en kolonievormende koralen uit de orde van steenkoralen. De Engelse benaming is bubble coral of bubblegum coral. Blaaskoraal komt voor op koraalriffen en in lagunen van de Stille Oceaan en Indische Oceaan.
De poliepen zijn overdag opgeblazen. Hierdoor wordt hun oppervlakte vergroot, waardoor het proces van fotosynthese (omzetting zonlicht in zuurstof door zoöxanthellen) wordt versterkt.
's Nachts krimpen de bellen weer in en gebruikt het koraal de lange zweepvormige tentakels om voedsel te vergaren. De koraalgarnaal Vir philippinensis leeft in symbiose met deze koraalsoort.
Blaaskoraal gedijt doorgaans goed in een zeeaquarium. Door de sterke werking van netelcellen kan deze koraalsoort echter schadelijk zijn voor andere koraalsoorten of anemonen in de directe omgeving
Verwante soorten zijn:
- Plerogyra eyrysepta (Nemenzo, 1960)
- Plerogyra simplex (Rehberg, 1892)
- Plerogyra turbida (Hodgson & Ross, 1981)